# Lluís Jou i Mirabent
|  | Lluís Jou redirigeix aquí. Per al gravador, tipògraf i dibuixant, vegeu Lluís Jou i Senabre. |

Lluís Jou i Mirabent (Sitges, 1 d'agost del 1955) és un notari, estudiós del dret, arxiver i professor universitari català.
Fill del capità mercant i historiador David Jou i Andreu i de la bibliotecària Lolita Mirabent i Muntané, i germà del físic i escriptor David Jou i Mirabent, es llicencià en dret per la Universitat de Barcelona (UB) el 1977, I ha exercit com a notari des del 1983, primer a Belmonte de Miranda, a Astúries, després a Calafell entre 1985 i 1995, i, a partir del 1995, a Barcelona. Durant tota la seva trajectòria professional a més d'exercir la seva professió de notari, ha estat un estudiós del dret, especialment del Dret Civil català i en particular del dret de successions. Entre els anys 1988 i 1994 va ser membre de la junta directiva del Col·legi de Notaris de Catalunya i tornà a ser-ho entre 2005 i 2009, en aquesta segona etapa exercint com a vicedegà del Col·legi. Entre 1993 i 1997 fou membre de la Comissió Jurídica Assessora de la Generalitat de Catalunya, i entre 1989 i 1995 participà en les comissions tècniques que redactaren la Llei de censos de 1990, el Codi de Successions de 1991 i la Llei de la potestat del pare i de la mare de 1995. Ha format part de l'Observatori de Dret Privat de la Generalitat de Catalunya. Entre els anys 1987 i 2016 exercí com a professor associat de dret civil de la Universitat de Barcelona.
Durant tota la seva trajectòria professional i personal ha estat sempre molt vinculat a la participació, promoció i difusió cultural del Penedès. Amb vint anys, ja és un dels membres fundadors del Grup d'Estudis Sitgetans (GES). Més endavant, el 1977, és també l'encarregat de redactar els primers estatuts fundacionals de l'Institut d'Estudis Penedesencs (IEP). Des del 1993 és membre del patronat de la Fundació Noguera, que té com a missió la promoció i l'ús de la documentació notarial en la recerca històrica. Participa en diverses institucions culturals com són la Fundació Pau Casals, la Fundació Stämpfli i la Fundació Museu Picasso. Precisament, d'aquesta darrera fou el responsable de l'estratègia que portà a la creació del Museu Picasso de Barcelona.
Va ser secretari de l'Àmbit de Llengua i Dret del II Congrés Internacional de la Llengua Catalana i Director General de Política Lingüística de la Generalitat de Catalunya entre els anys 1996 i 2003. Com a tal, fou el responsable de l'elaboració de la Llei 1/1998, de 7 de gener, de Política Lingüística, i del seu desenvolupament i aplicació. Va promoure la implicació de la Generalitat en promoció de la llengua, en especial pel que fa a la traducció automàtica i al reconeixement de veu, i també va mantenir una relació especial amb el Govern de les Illes Balears presidit per Francesc Antich, amb Damià Pons com a conseller de Cultura, col·laboració de la qual sorgí l'Institut Ramon Llull. És membre del consell assessor de la Revista de Llengua i Dret, Journal of Language and Law, i ha publicat diverses monografies i articles sobre matèries de dret civil català i de Dret lingüístic del català.
Des de 2005 ha exercit d'arxiver de l'Arxiu Històric de Protocols de Barcelona. El 2008 fou elegit com a membre de l'Acadèmia de Jurisprudència i Legislació de Catalunya i va llegir el discurs L'oficialitat lingüística: un concepte jurídic. Després de quatre anys com a Secretari, el desembre de 2016 es convertí en el seu president, càrrec que ocupà fins al 2020. El 2016 ingressà a l'Institut d'Estudis Catalans i forma part de la Secció de filosofia i ciències socials.

## Reconeixements[9]
- 2007 - Premi Justícia de Catalunya atorgat pel govern de la Generalitat de Catalunya. És el reconeixement més alt que aquesta institució concedeix en el camp del dret i a ell li atorgaren concretament per la seva participació en la redacció del llibre cinquè del Codi Civil Català[10][1][7]
- 2019 - Medalla d'Honor de l'Institut d'Estudis Penedesencs, que reconeix la trajectòria professional i personal de persones destacadament vinculades al Penedès[4]